# Len Lye
Len Lye   (Christchurch, 5 de juliol de 1901 - Warwick, 15 de maig de 1980) de nom complet Leonard Charles Huia Lye fou un artista conegut per les seves pel·lícules animades experimentals i la seva escultura cinètica. Les seves pel·lícules són guardades a arxius com el New Zealand Film Archive, British Film Institute, Museum of Modern Art a Nova York i el Pacific Film Archive a la University of California, Berkeley. Les escultures d'en Lye es troben a les col·leccions del Whitney Museum of American Art, l'Art Institute of Chicago, l'Albright-Knox Art Gallery i el Berkeley Art Museum. Tot i que es va convertir en un ciutadà dels Estats Units el 1950, la majoria de la seva feina va retornar a Nova Zelanda després de la seva mort, on s'exposa a la Galeria d'Art Govett-Brewster a New Plymouth.

## Biografia
Len Lye es va casar dues vegades. La seva primera dona va ser Jane (Florence Winifred) Thompson amb qui va tenir dos fills. Aquests foren Bix Lye, també escultor i Yancy Ning Lou Lye.
A Reno, Nevada, el maig de 1948, Lye es va casar amb la seva segona dona, Annette "Ann" Zeiss (nascuda el 1910, Minnesota) el mateix dia que es va divorciar de Jane. Ann estava casada anteriorment amb Tommy Hindle, un periodista britànic.

## Estil i temàtiques
Pioner de l'animació directa, va trobar inspiració en el poder del cinema per presentar rituals i danses musicals.
El que el va fer conegut, però, van ser les seves animacions. Després de la guerra, es va convertir en una figura clau en l'art avantguardista de Nova York, traçant un curs únic a través del modernisme. El seu estil fore influït, a més, per l'art aborigen. Va ser llavors quan Len Lye passà a ser un experimentador líder en el nou mitjà del que seria la pel·lícula en color.
L'artista va estar tota la seva carrera perseguint l'anomenat “art del moviment”, una teoria que va iniciar abans de deixar Nova Zelanda. Consistí en compondre el moviment en la mateixa forma en què els músics componen el so. El seu objectiu fore afectar la gent física i emocionalment, de manera que l'art es convertís en una experiència corporal completa. El resultat va ser un conjunt d'expressions immensament innovadores en el seu treball.
Les pel·lícules animades de Len són el resultat d'una combinació de formes majoritàriament abstractes. La intensitat i l'energia que presenten coincideixen amb la inquieta personalitat de l'artista. Són la llum, la projecció i la mecanització que s'enfronten a les forces de la natura.
Com ell, les seves creacions van ser liberals i amb mentalitat oberta, reflectint dualitats d'home i dona, maquinal i orgànic i, sobretot, antic i nou. És així com donà forma a una barreja plena de contrast i contradiccions que se sumen a una rica vena de descobriments.

## Filmografia
- Tusalava, 10 min (1929)
- The Peanut Vendor, 2min 50seg (1933)
- A Colour Box, 4 min (1935) amb Dufaycolor
- Kaleidoscope, 4 min (1935) amb Dufaycolor
- The Birth of The Robot, 7 min (1936)
- Rainbow Dance, 5 min (1936)
- Trade Tattoo, 5 min (1937) amb Technicolor
- North or Northwest?, 7 min (1938)
- Colour Flight, 4 min (1937)
- Swinging the Lambeth Walk, 4 min (1939)
- Musical Poster #1, 3 min (1940) amb Technicolor
- When the Pie Was Opened, 8 min (1941)
- Newspaper Train, 5 min (1942)
- Work Party, 7 min (1942)
- Kill or Be Killed, 18 min (1942)
- Collapsible Metal Tubes, 90 seg (1942)
- Planned Crops, 90 seg (1942)
- Cameramen at War, 17 min (1943)
- Color Cry, 3 min (1952)
- Full Fathom Five, 1 min (1953)
- Life's Musical Minute, 1 min (1953)
- All Soul's Carnival, 16 min (1957)
- Rhythm, 1 min (1957)
- Free Radicals, 5 min (1979)
- Prime Time, 1 min (1958)
- Fountain of Hope, 1 min (1959)
- Particles in Space, 4 min (1966)
- Tal Farlow, 1min 30seg (1980)